# La Garrovilla
La Garrovilla je španělská obec situovaná v provincii Badajoz (autonomní společenství Extremadura).

## Poloha
Obec se nachází 51 km od města Badajoz, 16 km od Méridy, 351 km od Madridu, 201 km od Sevilly a 281 km od Lisabonu. Patří do okresu Tierra de Mérida - Vegas Bajas a soudního okresu Montijo. Nachází se zde barokní kostel Nanebevzetí Panny Marie (Nuestra Señora de la Asunción).

## Historie
V roce 1834 se obec stává součástí soudního okresu Mérida. V roce 1842 obec čítala 110 domácností a 390 obyvatel.

## Odkazy

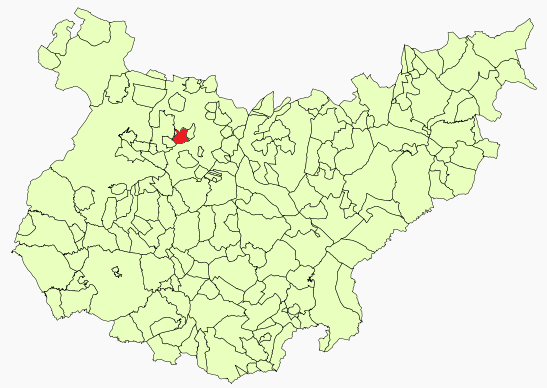
Poloha obce v provincii Badajoz

## Demografie
| Populace obce La Garrovilla z let (1842–2010) | Populace obce La Garrovilla z let (1842–2010) | Populace obce La Garrovilla z let (1842–2010) | Populace obce La Garrovilla z let (1842–2010) | Populace obce La Garrovilla z let (1842–2010) | Populace obce La Garrovilla z let (1842–2010) | Populace obce La Garrovilla z let (1842–2010) | Populace obce La Garrovilla z let (1842–2010) | Populace obce La Garrovilla z let (1842–2010) | Populace obce La Garrovilla z let (1842–2010) | Populace obce La Garrovilla z let (1842–2010) | Populace obce La Garrovilla z let (1842–2010) | Populace obce La Garrovilla z let (1842–2010) | Populace obce La Garrovilla z let (1842–2010) | Populace obce La Garrovilla z let (1842–2010) | Populace obce La Garrovilla z let (1842–2010) | Populace obce La Garrovilla z let (1842–2010) | Populace obce La Garrovilla z let (1842–2010) |
| --------------------------------------------- | --------------------------------------------- | --------------------------------------------- | --------------------------------------------- | --------------------------------------------- | --------------------------------------------- | --------------------------------------------- | --------------------------------------------- | --------------------------------------------- | --------------------------------------------- | --------------------------------------------- | --------------------------------------------- | --------------------------------------------- | --------------------------------------------- | --------------------------------------------- | --------------------------------------------- | --------------------------------------------- | --------------------------------------------- |
| 1842                                          | 1857                                          | 1860                                          | 1877                                          | 1887                                          | 1897                                          | 1900                                          | 1910                                          | 1920                                          | 1930                                          | 1940                                          | 1950                                          | 1960                                          | 1970                                          | 1981                                          | 1991                                          | 2001                                          | 2010                                          |
| 390                                           | 718                                           | 764                                           | 686                                           | 973                                           | 1 110                                         | 1 318                                         | 1 463                                         | 1 580                                         | 2 013                                         | 2 181                                         | 2 524                                         | 3 586                                         | 2 689                                         | 2 560                                         | 2 632                                         | 2 563                                         | 2 490                                         |